# Saint-Étienne-d'Orthe
Saint-Étienne-d'Orthe is een gemeente in het Franse departement Landes (regio Nouvelle-Aquitaine) en telt 466 inwoners (1999). De plaats maakt deel uit van het arrondissement Dax.

## Geografie
De oppervlakte van Saint-Étienne-d'Orthe bedraagt 11,0 km², de bevolkingsdichtheid is 42,4 inwoners per km².
De onderstaande kaart toont de ligging van Saint-Étienne-d'Orthe met de belangrijkste infrastructuur en aangrenzende gemeenten.

## Demografie
Onderstaande figuur toont het verloop van het inwonertal (bron: INSEE-tellingen).